# إميل ايمري
إميل ايمري (بالرومانية: Emil Imre)‏ هو متزلج على مسار قصير روماني، ولد في 8 مارس 1996 في ميركورا تشيوك في رومانيا.

## وصلات خارجية
- إميل ايمري على موقع ShortTrackOnLine.info (الإنجليزية)